# Messier 108
Messier 108 (M108 o NGC 3556) és una galàxia espiral situada a la constel·lació de l'Ossa Major. Va ser descoberta per Pierre Méchain el 19 de febrer de 1781, posteriorment va ser observada per Charles Messier el 24 de març del mateix any, però no va ser inclosa al seu catàleg en la seva època. Va ser descoberta independentment per William Herschel el 1789. Va ser afegida finalment al catàleg Messier per Owen Gingerich el 1953.
M108 està classificada com de tipus Sc a la seqüència de Hubble. Des de la Terra aquesta galàxia es mostra de costat, i presenta per tant una forma fina i molt allargada (8x1 minuts d'arc), sembla no tenir ni bulb ni nucli; és per la seva forma que Scott D. Davis va suggerir el nom de galàxia planxa de surf (surfboard galaxy en anglès). Està situada a uns 45 milions d'anys llum del sistema solar, del qual s'allunya a una velocitat de 772 km/s.